# Лукавиця (Люблінське воєводство)
Лукавиця (пол. Łukawica) — село в Польщі, у гміні Баранів Пулавського повіту Люблінського воєводства.
Населення — 118 осіб (2011).

## Демографія
Демографічна структура станом на 31 березня 2011 року:
|          | Загалом | Допрацездатний вік | Працездатний вік | Постпрацездатний вік |
| -------- | ------- | ------------------ | ---------------- | -------------------- |
| Чоловіки | 55      | 10                 | 40               | 5                    |
| Жінки    | 63      | 12                 | 34               | 17                   |
| Разом    | 118     | 22                 | 74               | 22                   |